# Колонна Нельсона (Монреаль)
Колонна Нельсона (англ. Nelson's Column, фр. Colonne Nelson) — памятник британскому адмиралу Горацио Нельсону, воздвигнутая в Монреале на площади Жака Картье в 1809 году. После разрушения колонны Нельсона в Дублине (1808-1966) монреальская колонна в настоящее время является второй по возрасту «колонной Нельсона» в мире — после памятника Нельсону в Глазго.

## История
Согласно свидетельствам современников, в Монреаль известие о смерти Нельсона доставил из Нью-Йорка зимой 1805/1806 гг. посыльный, с чьим прибытием пришлось прервать новогодний бал в доме канадского предпринимателя Сэмюэла Джеррарда. Узнав о гибели адмирала, Джеррард сразу отправился в отель Exchange Coffee House — популярное место встреч, где, в частности, собирались англоязычные джентльмены — члены мужского обеденного Клуба Бобра (Beaver Club). Там он обнародовал эту новость и предложил присутствующим идею установить в честь выдающегося флотоводца памятник. Собравшиеся тут же начали подписываться под документом, который был затем передан в старое здание суда, где в течение последующих недель продолжался сбор подписей.
В январе 1806 года был сформирован комитет, состоящий из Джона Ричардсона, Луи Шабойе, Джона Форсайта, сэра Джеймса Монка, сэра Джона Джонсона и Джона Огилви, во главе с Александром Маккензи. Они организовали фонд и запросили в Лондоне государственные средства на строительство памятника. Магистратуре Монреаля губернатор сэр Джеймс Крейг выделил участок земли, где ранее располагался сгоревший в 1803 году замок Водрей. На этом месте остался сад, который преобразовали в общественную площадь, сначала названную Новым рынком, а позднее переименованную в площадь Жака Картье.

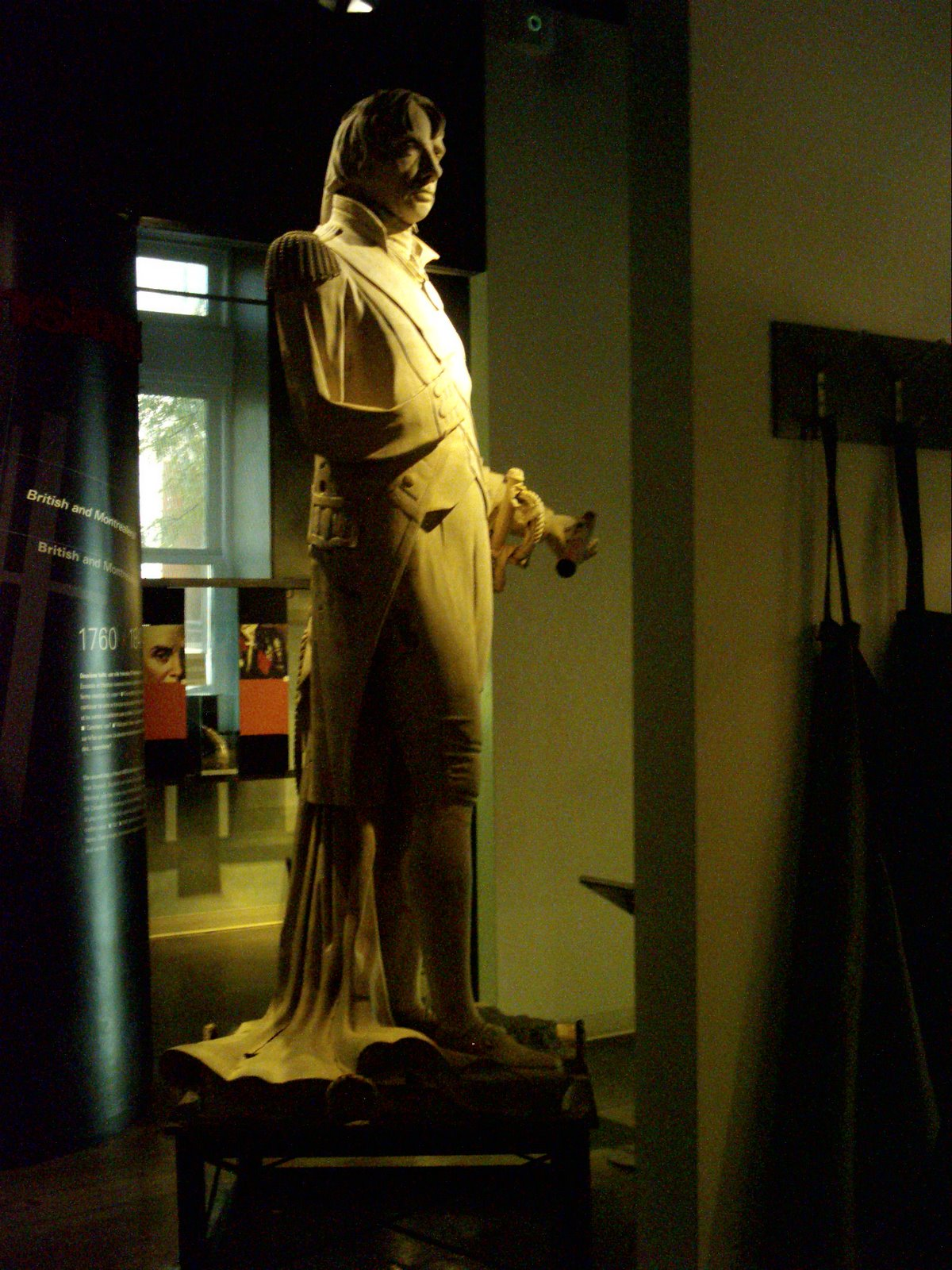
Оригинальная статуя Нельсона

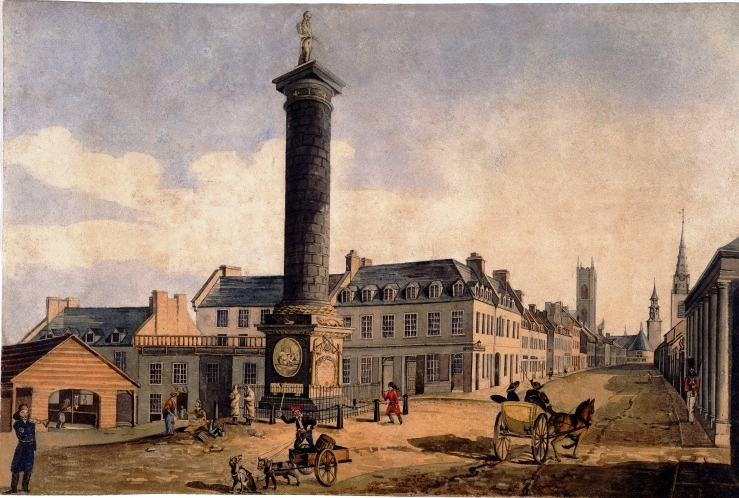
Колонна на картине Роберта Спрула

Комитет заключил с лондонской фирмой Coade & Sealy контракт на проектирование и строительство памятника. Колонна была выполнена из серого плотного известняка, а статуя и украшения — с использованием искусственного материала Coade stone (керамогранит), собственного изобретения фирмы. В Монреаль элементы памятника прибыли в апреле 1808 года. Местного каменотёса Уильяма Гилмора, который пожертвовал 7 фунтов на сооружение памятника, наняли смонтировать 17 частей композиции. Основание монумента было заложено 17 августа 1809 года. Генерал сэр Гордон Драммонд поставил восемь пушек для поддержки железной цепи вокруг колонны.
Впоследствии, в 1997 году, статую Горацио Нельсона, изначально водружённую на вершину колонны, перенесли для сохранности в Музей истории Монреаля. С тех пор место оригинала скульптуры занимает ее копия.
С момента сооружения памятник вызывал споры между англо- и франкоязычными жителями города. В 1890 году представители движения за суверенитет Квебека предлагали взорвать колонну. В конце XX века муниципалитет Монреаля предложил перенести монумент в отдаленный англоязычный район, но благодаря усилиям общественности памятник остался на своем первоначальном месте.